# Kleinschmiedenhammer
Kleinschmiedenhammer ist ein Gemeindeteil der Stadt Schauenstein im Landkreis Hof (Oberfranken, Bayern). Kleinschmiedenhammer liegt in der Gemarkung Schauenstein.

## Geografie
Der ehemalige an der Selbitz gelegene Weiler ist mittlerweile in der „Kommerzienrat-Waldenfels-Straße“ (=Kreisstraße HO 26) des Gemeindeteils Schauenstein aufgegangen.

## Geschichte
Kleinschmiedenhammer gehörte zur Realgemeinde Schauenstein. Gegen Ende des 18. Jahrhunderts bestand Kleinschmiedenhammer aus einem Anwesen. Die Hochgerichtsbarkeit hatte das bayreuthische Vogteiamt Schauenstein. Das Kastenamt Kulmbach war Grundherr der Mühle.
Von 1797 bis 1810 unterstand Kleinschmiedenhammer dem Justiz- und Kammeramt Naila. Infolge des Ersten Gemeindeedikts wurde Kleinschmiedenhammer dem 1812 gebildeten Steuerdistrikt Schauenstein und der zugleich entstandenen Ruralgemeinde Schauenstein zugewiesen.
In Kleinschmiedenhammer wurde Anfang des 20. Jahrhunderts eine Textilfabrik mit Arbeiterwohnungen errichtet. Sie ist mittlerweile abgerissen und überbaut.

### Ehemaliges Baudenkmal
- Brücke über die Selbitz. Zweijochige Bogenbrücke aus Bruchsteinmauerwerk; an der westlichen der beiden Brüstungsmauern Inschrifttafel, bezeichnet „Erbaut 1839. Gestiftet von Matthaeus Wolfram aus Uschertsgrün“.[8]

### Einwohnerentwicklung
| Jahr      | 001819 | 001861 | 001871 | 001885 | 001900 | 001925 | 001950 | 001961 | 001970 | 001987 | 002006 |
| Einwohner | *      | 14     | 7      | 6      | 7      | 22     | 26     | 9      | 29     | 17     | 0      |
| Häuser    |        |        |        | 1      | 2      | 6      | 4      | 3      |        | 4      |        |
| Quelle    | [ 5 ]  | [ 10 ] | [ 11 ] | [ 12 ] | [ 13 ] | [ 14 ] | [ 15 ] | [ 16 ] | [ 17 ] | [ 18 ] |        |

## Religion
Kleinschmiedenhammer ist evangelisch-lutherisch geprägt und bis heute nach St. Bartholomäus (Schauenstein) gepfarrt.